# 旭通仮乗降場

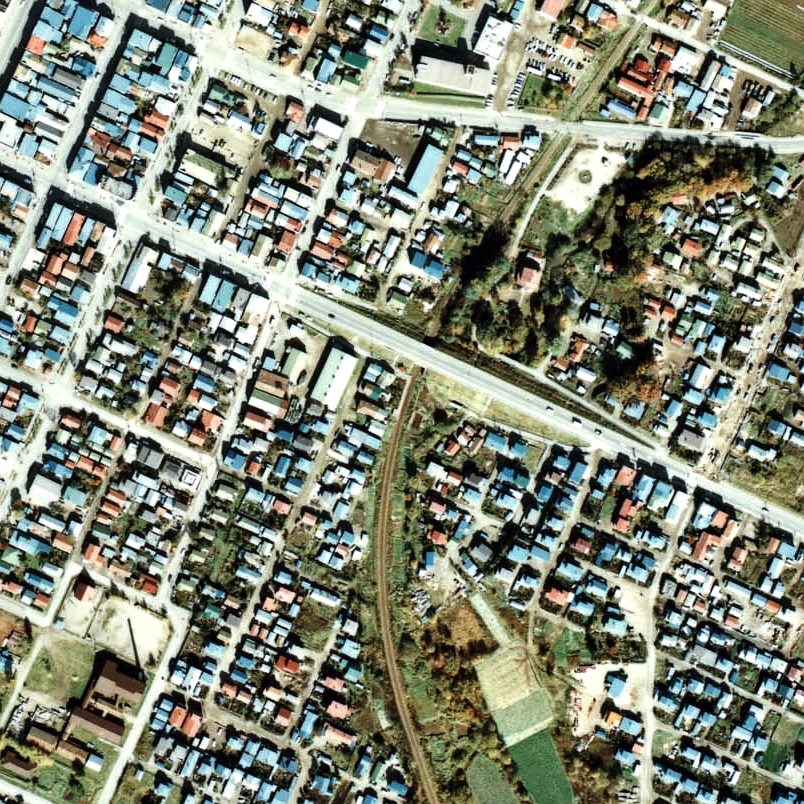
1977年の旭通仮乗降場と周囲約500m範囲。下が北見相生方面。

旭通仮乗降場（あさひどおりかりじょうこうじょう）は、北海道（網走支庁）網走郡美幌町にあった日本国有鉄道（国鉄）相生線の駅（廃駅）である。相生線の廃線に伴い1985年（昭和60年）4月1日に廃駅となった。
仮乗降場であったにもかかわらず、近隣の商店にて廃止時まで簡易委託による乗車券発売が行われていた。尚、1968年（昭和43年）時点発行の乗車券には「旭通り」と記載されていた。

## 歴史
- 1955年（昭和30年）8月20日 - 日本国有鉄道相生線の旭通仮乗降場（局設定）として開業[1]。
- 1985年（昭和60年）4月1日 - 相生線の廃線に伴い廃止となる[1]。

## 駅周辺
美幌市街の中央部付近にあった。
- 国道243号
- 阿寒バス「陸橋」停留所。

## 駅跡
遊歩道になっている。
また、2001年時点ではホーム土台と思われるレール製の杭が数本残っていた。

## 隣の駅
日本国有鉄道
相生線
美幌駅 - 旭通仮乗降場 - 上美幌駅